# Море Малое
Мо́ре Ма́лое (лат. Mare Parvum) — область на поверхности Луны, расположенная на краю видимого лунного диска. Это название не входит в современный официальный список объектов на лунной поверхности, составленный Международным Астрономическим союзом.

## Этимология
Впервые Море Малое появилось под № 1348—1350 в каталоге Франца, изданном в 1913 году.
Море Малое под № 2257a было включено в первую официальную номенклатуру объектов на поверхности Луны Международного Астрономического союза, изданную Благг и Мюллером в 1935
году.
Море Малое было исключено из обновлённой номенклатуры, изданной Койпером в 1961 году.